# Rivière Anticagamac
La rivière Anticagamac est un affluent de la rive sud de la rivière Matawin, coulant du côté ouest de la rivière Saint-Maurice et du côté nord du fleuve Saint-Laurent, dans le territoire de la ville de Shawinigan, dans la région administrative de la Mauricie, au Québec, au Canada.
Le cours de la rivière Anticagamac traverse les cantons de Désaulniers et d’Allard du Parc national de la Mauricie. Cette rivière fait partie du bassin versant de la rivière Matawin; cette dernière coule généralement vers l'est pour se déverser sur la rive ouest de la rivière Saint-Maurice, laquelle se déverse à son tour à Trois-Rivières sur la rive nord du fleuve Saint-Laurent.
La foresterie constituait jadis l’activité économique du bassin versant de la rivière Anticagamac, car le cours de la rivière coule vers le nord entièrement en zones forestières. Seulement 1,1 km sépare l’embouchure du lac et la rivière Matawin, favorisant ainsi le transport des billots ou pitounes  sur les glaces en hiver avec des voitures tirées par des chevaux. Ces billes de bois dérivaient dans le courant lors des crues printanières en descendant la rivière Matawin, puis la rivière Saint-Maurice, pour atteindre les moulins à papier de Grand-Mère, Shawinigan et Trois-Rivières.
Dès le milieu du XIXe siècle les activités récréotouristiques se sont implantées ; ces activités ont connu un essor au XXe siècle. L’implantation du Parc national de la Mauricie en 1969 accentua la préservation du territoire et les activités dans la nature.
La surface de la rivière est généralement gelée de la mi-décembre jusqu'à la fin de mars.

## Géographie
La rivière Anticagamac prend sa source à l’embouchure du lac Marcotte (longueur : 5,9 km ; altitude : 342 m), lequel chevauche les cantons de Désaulniers et d’Allard, dans le territoire de Shawinigan.
L’embouchure du lac Marcotte est située à 7,5 km au sud-est de la confluence de la rivière Anticagamac, à 21,3 km au sud-est de la confluence de la rivière Matawin et à 39,1 km au nord-ouest du centre-ville de Shawinigan.
À partir de l’embouchure du lac Marcotte, la rivière Anticagamac coule sur 11,2 km, selon les segments suivants :
- 0,3 km vers le sud, dans le canton d’Allard, jusqu’à la limite du canton de Désaulniers ;
- 0,3 km vers le sud-est, jusqu’à la rive nord du lac Waber ;
- 2,2 km vers l’est, en traversant le lac Waber (longueur : 3,1 km ; altitude : 308 m), jusqu’à son embouchure ;
- 1,8 km vers le nord-est en contournant une montagne dont le sommet atteint 302 m par le côté ouest, jusqu’à la rive sud-ouest du lac Anticagamac ;
- 5,5 km vers le nord, en traversant le lac Anticagamac (altitude : 181 m) sur sa pleine longueur, jusqu’à son embouchure ;
- 1,1 km vers le nord en formant un crochet vers l'ouest pour faire une incursion de 0,6 km dans la réserve faunique Mastigouche, pour revenir dans le parc national de la Mauricie, jusqu’à la confluence de la rivière[1].

La rivière Anticagamac se déverse dans le canton d’Allard, sur la rive sud de la rivière Matawin, près de la limite de l’ancienne seigneurie de La Madeleine.
La confluence de la rivière Anticagamac est située à :
- 15,9 km au sud-est de la confluence de la rivière Matawin ;
- 42,2 km au nord du centre du village de Saint-Alexis-des-Monts ;
- 42,2 km au nord-ouest du centre-ville de Shawinigan.

## Toponymie
Le toponyme rivière Anticagamac a été officialisé le 5 décembre 1968 à la Commission de toponymie du Québec.